# Половое влечение
Полово́е влече́ние — комплекс желаний и связанных с ними переживаний, имеющий в своей основе биологические инстинкты, направленные на воспроизведение жизни. Включает стремление к половой близости, выраженность и направленность которого определяются генетическим набором хромосом, диэнцефальным отделом мозга, развитием желёз внутренней секреции и формированием условно-рефлекторных комплексов под влиянием индивидуального психосоциального опыта.

## Употребление термина
- Половое влечение часто вызывает желание полового сношения без непосредственной цели зачатия, а с целью удовлетворить естественные сексуальные потребности, вызываемые половым влечением, и получить яркое эмоциональное и физиологическое наслаждение.[источник не указан 2787 дней]
- Одним из основных понятий психоанализа Фрейда является либидо, понимаемое как особый вид психической энергии, лежащий в основе полового влечения. В современной сексологии термин либидо стал использоваться как синоним «полового влечения»[1][2][3].

## Физиология и психология полового влечения
Половое влечение обусловлено половыми гормонами. По мнению социолога И. С. Кона, сексуальное влечение служит для реализации следующих потребностей человека:
- Релаксация (разрядка), достигаемая путём реализации полового возбуждения. При релаксации достигается лишь удовлетворение физиологической потребности, при этом на личные качества партнёра практически не обращается внимания; простейшим средством достижения разрядки может также служить мастурбация.
- Продолжение рода, когда сексуальное влечение выступает лишь средством достижения конкретной цели деторождения.
- Удовольствие. В достаточно большом числе случаев сексуальные взаимодействия осуществляются исключительно с целью получения приятных ощущений. Для достижения этого нередко используются специальные техники, ролевые игры, варьируются обстоятельства взаимоотношений с целью достижения новизны, привлекаются дополнительные партнёры.
- Познание. Познавательные действия, связанные с сексуальным влечением, нередко совершаются ещё в детском возрасте.
- Самоутверждение. Иногда вступление в сексуальные отношения служит средством доказательства собственной состоятельности как представителя определённого пола. Это наиболее характерно для подросткового возраста, наличие такой потребности у взрослого человека, как правило, является симптомом психологических проблем.
- Привычка. Повторяемые многократно сексуальные действия образуют фиксированную форму действий (ФФД) и их совершение само по себе становится потребностью.
- Компенсация. Сексуальные отношения могут замещать другие виды деятельности, способы удовлетворения эмоционального голода. Для такой сексуальности характерен навязчивый характер, лишь кажущееся удовлетворение потребностей.